# کای دیوید بوسینگ
کای دیوید بوسینگ (انگلیسی: Kai-David Bösing؛ زادهٔ ۷ مارس ۱۹۹۴) بازیکن فوتبال اهل آلمان است.
از باشگاه‌هایی که در آن بازی کرده‌است می‌توان به باشگاه فوتبال اس‌سی فورتونا کلن و باشگاه فوتبال رودا جی‌سی کرکراد اشاره کرد.